# El fabuloso barco fluvial
El fabuloso barco fluvial es una novela de Philip José Farmer, escritor estadounidense de ciencia ficción, que es el segundo tomo de la Saga del Mundo del Río.
El fabuloso barco fluvial no se centra en el personaje de Richard Francis Burton, como el tomo primero (A vuestros cuerpos dispersos), hasta el punto en que ni siquiera figura como personaje. En su reemplazo están el escritor Mark Twain y su amigo el titántropo Joe Miller, quienes al comenzar el periplo viajan con la banda vikinga de Erik Hacha Sangrienta, a la cual le han prometido hierro con el cual construir un barco para alcanzar el origen del gigantesco río en que habitan. El misterioso Ético renegado interviene entonces, descargando un meteorito encima del río que transporta el hierro (inexistente en el valle). Twain y Hachasangrienta consiguen ganar la posición, pero deben defenderla de una serie de otros estados miniatura formados alrededor. Finalmente, para salvar el preciado meteorito, Twain traiciona y da muerte a Hachasangrienta, haciendo su socio al invasor Juan Sin Tierra de Inglaterra. De esta manera, Twain termina obligado a compartir el poder en Parolando (la república creada por Twain) con Juan Sin Tierra. Tras múltiples incidentes (entre los cuales está la aparición de la celta Gwenafra, que en el primer tomo vagó con Burton hasta separarse accidentalmente de él), Mark Twain construye un gigantesco barco fluvial. Sin embargo, en el momento culminante en que se dispone a zarpar, Juan Sin Tierra se apodera del barco y expulsa a los aliados de Twain, por lo que éste jura alcanzar a Juan Sin Tierra y darle muerte junto con hundir su barco.
A diferencia del primer tomo de la obra, en donde el interés está centrado en los viajes individuales de Burton y su banda, en el segundo tomo del Mundo del Río el lector asiste a la formación de pequeños estados y reinos, y a las consiguientes intrigas palaciegas derivadas de la política internacional, dando un paso adelante en la obra.
- Datos: Q971280